# Åke Svensson (företagsledare)
Åke Per Arne Svensson, född 20 juli 1952 i Kalmar församling i Kalmar län, är en svensk ingenjör och företagsledare.

## Biografi
Svensson avlade civilingenjörsexamen i teknisk fysik och elektronik vid Linköpings universitet 1976. Han arbetade 1976–2010 på SAAB AB och var företagets verkställande direktör och koncernchef 2003–2010. Åren 2010–2016 var han verkställande direktör för Teknikföretagen.
Åke Svensson invaldes 2004 som ledamot av Kungliga Krigsvetenskapsakademien.

## Åke Svenssons forskningsstipendium
Vid Svenssons avtackningsceremoni från SAAB 2010 överlämnades en donation i form av ett årligt stipendium på 50 000 kronor som skulle delas ut under fem år i Åke Svenssons namn av Linköpings universitet. Stipendiet ska belöna forskning vid universitetets tekniska fakultet inom områdena samhällssäkerhet, flyg och försvar.

### Pristagare
- 2011 – Fredrik Gustafsson, professor i sensorinformatik vid Linköpings universitet[4]
- 2013 – Patrick Doherty, professor och programdirektör för LinkLab, ett samarbetsprojekt mellan SAAB och Linköpings universitet för att utveckla nästa generations flygsystem[5]
- 2014 – Simin Nadjm-Tehrani, professor i datalogi vid Linköpings universitet[6]
- 2016 – Mats Björkman, professor i industriell produktion[7]